# Демографска историја Земуна
Демографска историја Земуна

## Подаци из 1754. године
Према подацима из 1754. године, Земун је имао 446 домова, у којима је живело 1.900 православних, 600 католика, 76 Јевреја и око 100 Рома.

## Подаци из 1774. године
Према подацима из 1774. године, Земун је имао 580 православних домова.

## Подаци из 1777. године
Према подацима из 1777. године, Земун је имао 1.130 домова са приближно 6.800 становника. Од овог броја чинили су половину Срби, а половину католици, Јевреји, Јермени и муслимани заједно. Међу католичким становништвом били су најбројнији Немци.

## Подаци из 1791. године
Према подацима из 1791. године, Земун је имао 679 српских домова у којима је било 3.190 становника.

## Подаци из 1840. године
Према подацима из 1840. године, у Земуну је живело 8.543 становника, од којих 6.042 православних, 2.213 католика, 240 Јевреја, 14 евангелика и 10 унијата.

## Подаци из 1890. године
Према подацима из 1890. године, становништво Земуна говорило је следеће језике: 
- немачки = 6.046
- српскохрватски = 5.557
- мађарски = 648

## Подаци из 1910. године
Према подацима из 1910. године, у Земуну је живело 15.835 становника, који су говорили следеће језике:
- немачки = 6.466
- српски = 5.649
- хрватски = 2.191
- мађарски = 972

## Подаци из 1921. године
Према подацима из 1921. године, у Земуну је релативна већина становника говорила српски језик.

## Подаци из 1931. године
Лингвистички састав становништва Земуна према подацима из 1931. године - од укупно 28.074 становника, било је говорника следећих језика: 
- српски, хрватски, словеначки, македонски = 17.406
- немачки = 8.269
- мађарски = 802

## Подаци из 1953. године
Према попису становништва из 1953. године, данашње подручје Земуна је имало следећи број становника:
Насеље Београд-део (Земун), које је тада било у саставу Града Београда у Централној Србији је имало 44.110 становника и то: 
- Срба = 28.744
- Хрвата = 8.734
- Црногораца = 1.301
- Словенаца = 941
- Македонаца = 622
- Југословена = 434
- Албанаца = 120
- Бугара = 50

Насеље Батајница, које је тада било у саставу Земунског среза у АП Војводини, је имало 5.291 становника, и то:
- Срба = 4.681
- Хрвата = 269
- Словенаца = 62
- Македонаца = 41
- Црногораца = 32
- Мађара = 19
- Словака = 16
- Југословена = 13

## Подаци из 1961. године
Према попису становништва из 1961. године, данашње подручје Земуна је имало следећи број становника:
Насеље Београд-део (Земун) је имало 64.562 становника и то: 
- Срба = 47.174
- Хрвата = 9.387
- Црногораца = 1.960
- Словенаца = 931
- Македонаца = 870
- Албанаца = 754
- Мађара = 639
- Југословена = 417
- Муслимана = 257

Насеље Батајница је имало 8.394 становника, и то:
- Срба = 7.794
- Хрвата = 317
- Македонаца = 69
- Црногораца = 56
- Словенаца = 41
- Мађара = 21

## Подаци из 1971. године
Према попису становништва из 1971. године, данашње подручје Земуна је имало следећи број становника:
Насеље Београд-део (Земун) је имало 95.142 становника и то: 
- Срба = 69.349
- Хрвата = 7.300
- Југословена = 6.366
- Црногораца = 2.997
- Рома = 1.459
- Албанаца = 1.232
- Македонаца = 1.154
- Муслимана = 1.003
- Словенаца = 750
- Мађара = 530

Насеље Батајница је имало 14.567 становника, и то:
- Срба = 13.290
- Југословена = 382
- Хрвата = 295
- Македонаца = 133
- Црногораца = 120

## Подаци из 1981. године
Батајница 1972. године губи статус насељеног места и постаје део Београда, тачније насељеног места Београд-део у општини Земун.
Према попису становништва из 1981. године Земун је имао 135.424 становника и то: 
- Срба = 92.489
- Југословена = 21.535
- Хрвата = 5.367
- Црногораца = 3.836
- Рома = 2.891
- Муслимана = 1.677
- Македонаца = 1.455
- Албанаца = 1.120
- Словенаца = 567
- Мађара = 428

## Подаци из 1991. године
Према попису становништва из 1991. године Земун је имао 141.997 становника и то: 
- Срба = 112.526
- Југословена = 10.945
- Рома = 3.941
- Црногораца = 3.482
- Хрвата = 3.438
- Муслимана = 1.958
- Македонаца = 1.104
- Албанаца = 658
- Словенаца = 366
- Мађара = 319

## Подаци из 2002. године
Етнички састав Земуна према подацима из 2002. године - од укупно 145.751 становника, било је припадника следећих етничких група:
- Срби = 125.256
- Роми = 3.990
- Југословени = 3.290
- Хрвати = 1.954
- Црногорци = 1.716